# Det enkla och det svåra
Det enkla och det svåra är en prosabok av Harry Martinson utgiven 1939. Den var den tredje boken efter Svärmare och harkrank (1937) och Midsommardalen (1938) med vad som kallas för naturessäer och som innehåller en blandning av naturskildringar, filosofiska resonemang och tids- och civilationskritik. Originalutgåvan av boken är illustrerad med författarens egna teckningar.

## Mottagande
Det enkla och det svåra utkom den 22 mars 1939 och fick ett övervägande positivt mottagande av kritikerna. Georg Svensson i Bonniers Litterära Magasin skrev: "En sådan känslighet för naturens stumma språk och förmåga att återge det har ingen annan utanför sagornas figurer som förstå vad fåglarna kvittra och löven susa. Svårare är det att följa honom när han lägger ut texten och filosoferar (...) I 'Det enkla och det svåra' är Martinson som naturskildrare i sin högsta form (...) som litterär skildrare av svensk natur är Martinson ouppnådd då det gäller att fasthålla och överföra den direkta naturupplevelsen. Och vi skola sent skåda hans like."

## Källa
- Harry Martinson, Naturessäer med efterord av Bengt Emil Johnson, Bonniers 2000 ISBN 91-0-057344-2